# Cronaca di avvenimenti amorosi
Cronaca di avvenimenti amorosi è un film del 1986 diretto da Andrzej Wajda e tratto dal romanzo Kronika wypadków miłosnych di Tadeusz Konwicki.
Venne distribuito in Polonia il 24 novembre 1986.

## Trama
Alla vigilia della seconda guerra mondiale, nella città di Vilnius, Witek e Alina, due adolescenti polacchi di diversa estrazione sociale, si innamorarono.

## Location
Il film è stato girato a Przemyśl.

## Controversie
Paulina Młynarska, che aveva 14 anni all'epoca delle riprese, affermò che il regista la fece ubriacare e sedare per poter girare le scene di sesso dove è protagonista..

## Riconoscimenti[3]
- 1986 - Association of Polish Filmmakers Critics Awards
  - Golden Reel al miglior film polacco